# Kappel (Zwitserland)
Kappel is een gemeente en plaats in het Zwitserse kanton Solothurn en maakt deel uit van het district Olten.

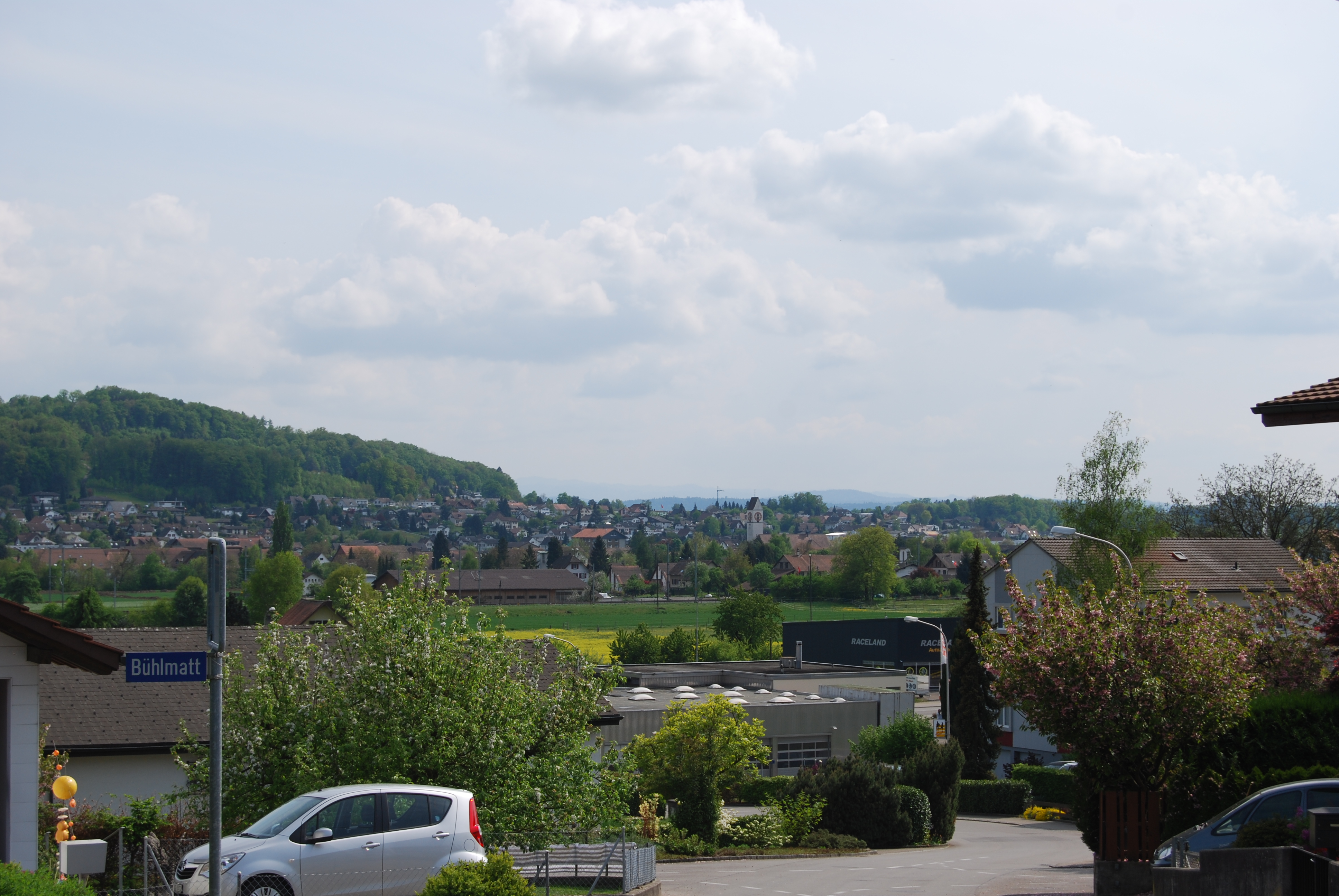
Kappel

Kappel telt 2696 inwoners.